# 赫爾佐格和德梅隆

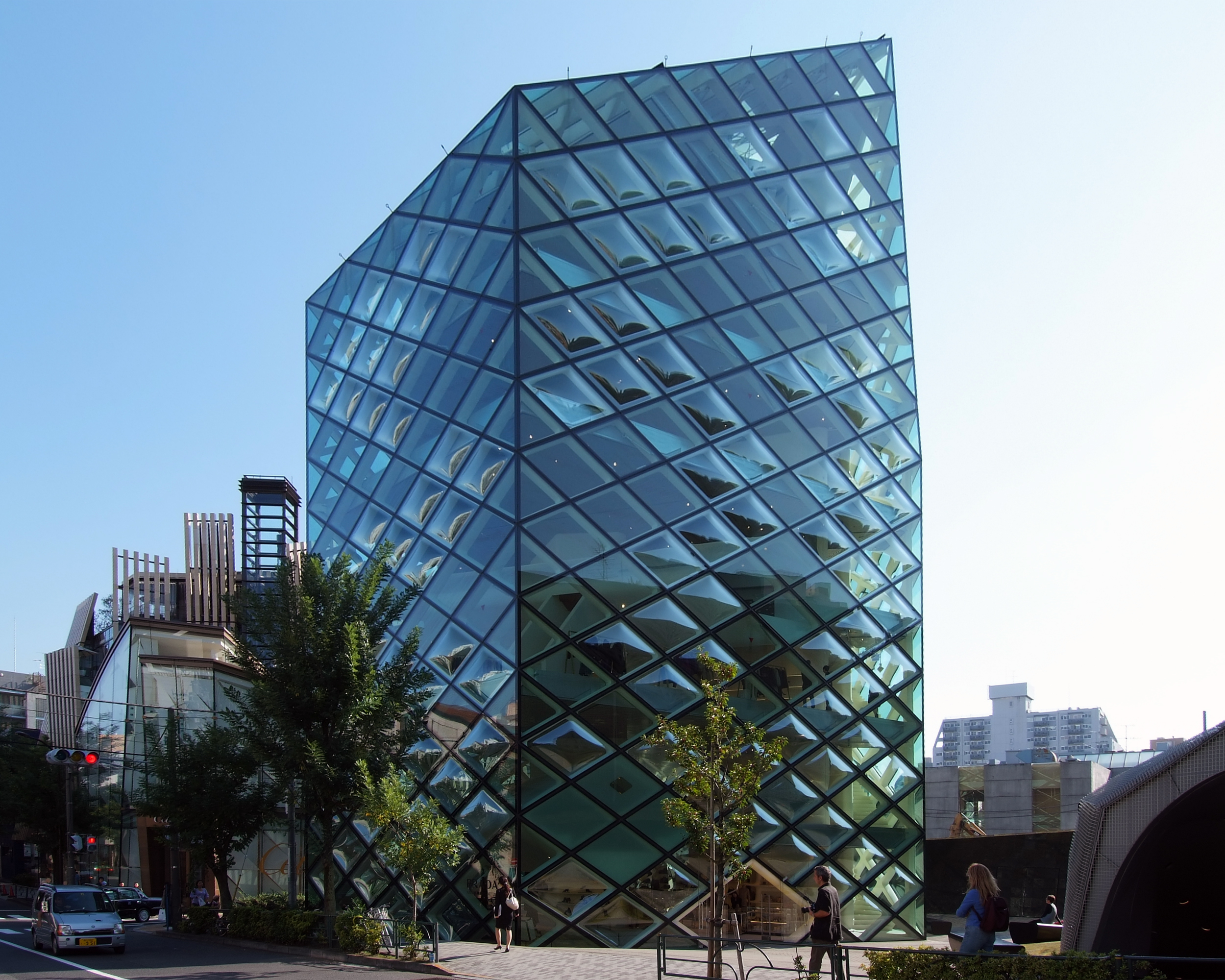
位於日本東京青山的普拉達（Prada）青山店，是表參道旁的地標建築之一

赫爾佐格和德梅隆（德語：Herzog & de Meuron Architekten，BSA/SIA/ETH (HdeM)）是一家瑞士建筑事务所，1978年成立于瑞士巴塞尔，总部亦设于此。它的创办人和资深合作人，雅克·赫尔佐格（Jacques Herzog）和皮埃尔·德梅隆（Pierre de Meuron）都曾就读于苏黎世联邦理工学院。他们最为著名的作品有将巨大的伦敦河岸发电站（Bankside Power Station）改造为泰特现代美术馆（Tate Modern）。雅克·赫尔佐格与皮埃尔·德·梅隆是哈佛大学设计研究所（Harvard Graduate School of Design）和苏黎世联邦理工学院的访问教授。
2001年，赫爾佐格和德梅隆获得了建筑业的最高荣誉普利兹克奖。赫爾佐格和德梅隆早期的作品具有抽象派还原的风格，受到极简主义的影响。然而，他们近年来的作品，例如东京普拉达（Prada）旗舰店，巴塞罗那論壇大樓（Forum Building），以及为2008年奥运会而设计的北京国家体育场却流露出一种变化的趋势。

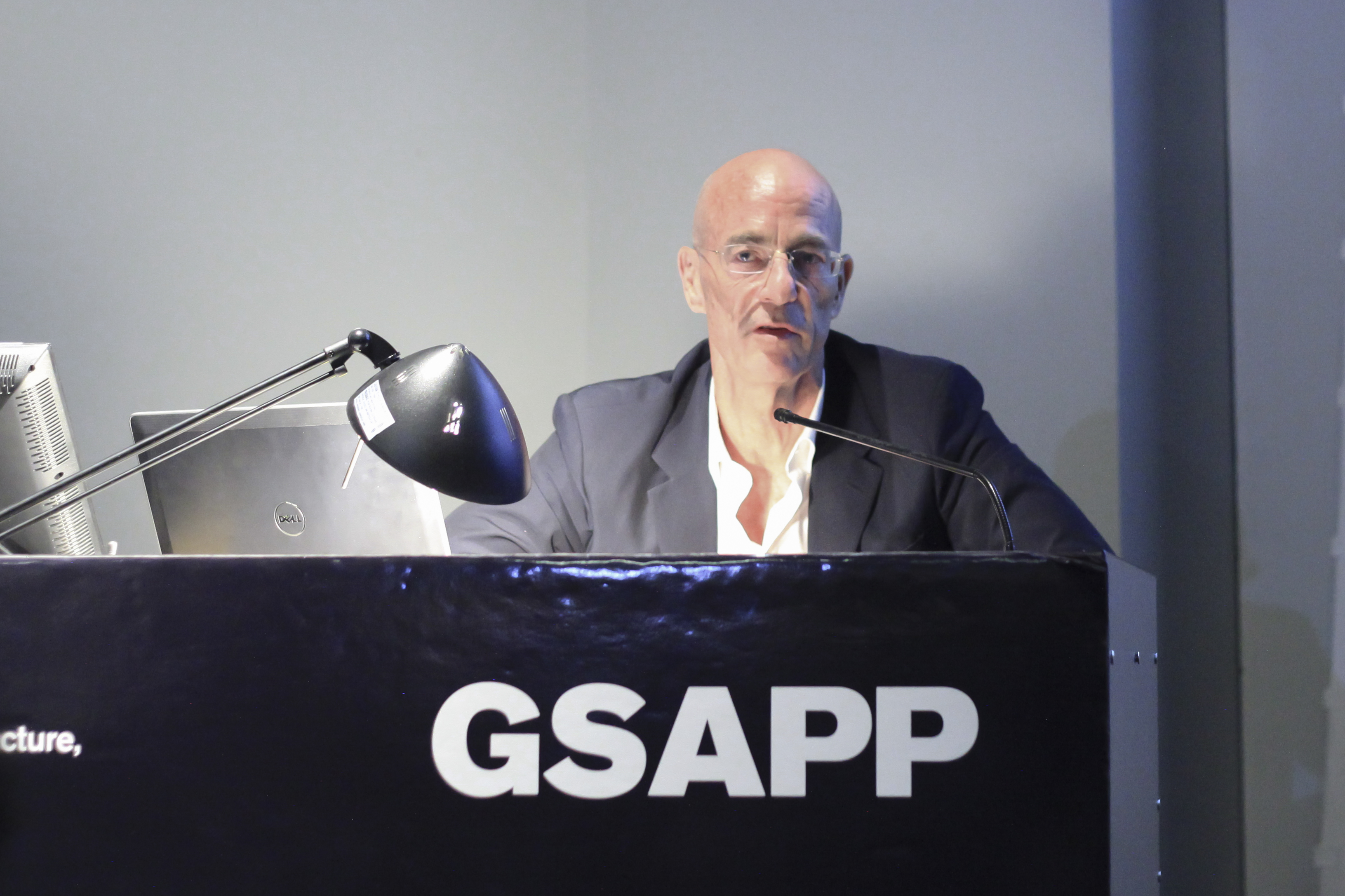
雅克·赫尔佐格

## 作品

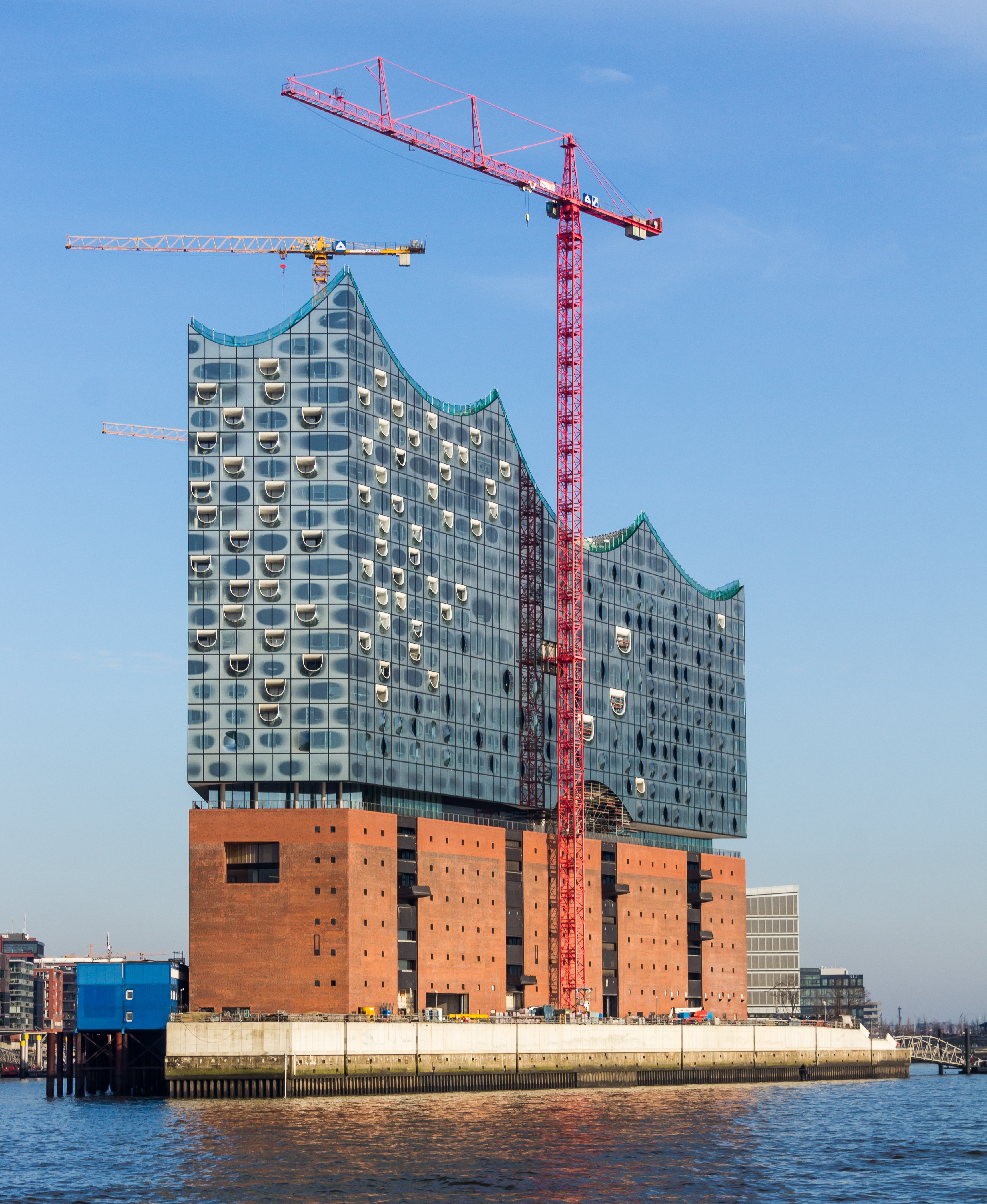
位於德國漢堡海港城（HafenCity）興建中的易北愛樂廳（Elbphilharmonie），2007年時開工，並於2016年完工

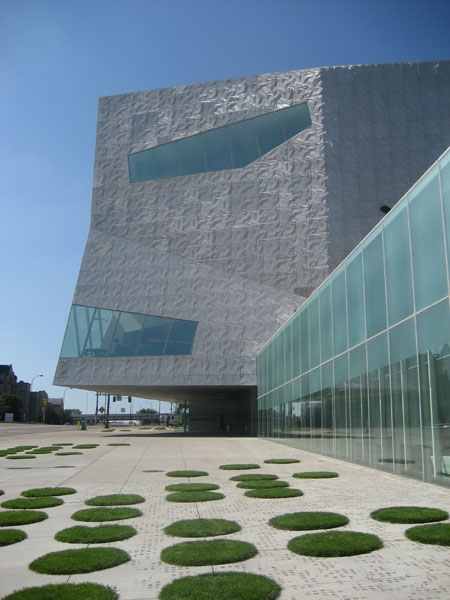
沃克藝術中心新藝廊，2005年

已完成
- 1992年：慕尼黑戈茲美術館（英语：Goetz Collection）
- 1997年：巴塞爾瑞士聯邦鐵路開關塔
- 1999年：加利福尼亞州納帕縣達慕思酒廠（英语：Dominus Estate）
- 2000年：倫敦泰特現代藝術館
- 2001年：巴塞爾聖雅各布公園球場
- 2003年：倫敦達特福德河拉邦舞蹈中心（英语：Laban Dance Centre）
- 2004年：巴塞隆納論壇大樓
- 2004年：科特布斯 IKMZ
- 2005年：美國舊金山笛洋美術館
- 2005年：明尼蘇達州沃克藝術中心
- 2005年：慕尼黑安联竞技场
- 2008年：北京國家體育場
- 2008年：馬德里马德里西班牙商业银行文化中心
- 2010年：美國佛羅里達州邁亞密海灘林肯路1111號（英语：1111 Lincoln Road）停車場
- 2016年：漢堡易北愛樂廳
- 2018年：香港大館賽馬會藝方及賽馬會立方
- 2021年：香港西九文化區M+及文化區行政大樓

進行中的計畫
- 瓜達拉哈拉 Contemporary Art Museum Barranca de Huentitán
- 科爾馬恩特林登博物館
- 加爾各答 Kolkata Museum of Modern Art
- 聖克魯斯-德特內里費西班牙廣場（ca. 2007）
- 聖克魯斯-德特內里費 Instituto Óscar Domínguez de Arte y Cultura Boo Contemporánea（ca. 2007）
- 紐約 40 Bond Street（ca. 2007）
- 邁阿密佩雷斯美術館（英语：Pérez Art Museum Miami）（ca. 2010）
- 英格蘭樸茨茅斯 Portsmouth Dockland Stadium 樸茨茅斯足球俱樂部（ca. 2011）
- 倫敦 Tate Modern 2（ca. 2012）
- 巴西聖保羅 São Paulo Companhia de Dança HQ
- 紐約帕里什藝術館

## 獎項
- 1999年：肖克獎
- 2001年：法國銀丁字尺獎（英语：Prix de l'Équerre d'Argent）（得獎項目：巴黎瑞士街公寓）
- 2001年：普立茲克獎
- 2003年：史特靈建築獎（得獎項目：拉邦舞蹈中心）
- 2007年：英國皇家建築學會（RIBA）皇家建築金獎和高松宮殿下紀念世界文化獎
- 2009年：萊伯金建築獎（得獎項目：北京國家體育場）

## 外部連結
维基共享资源上的相關多媒體資源：赫爾佐格和德梅隆